# Rogue Galaxy
Rogue Galaxy (яп. ローグギャラクシー ро:гу гяракуси:) — научно-фантастическая японская ролевая игра, разработанная японской студией Level-5 и изданная Sony Computer Entertainment эксклюзивно для PlayStation 2. Изначально игра была выпущена только в Японии 8 декабря 2005 года. Позднее расширенное издание игры было выпущено за пределами Японии, 30 января 2007 года в США, 5 сентября 2007 года в Европе и 20 сентября 2007 года в Австралии. Расширенное издание, содержащее в себе новые возможности и улучшения, также было выпущено и в Японии 21 марта 2007 года. 5 декабря 2015 года игра стала доступна для загрузки из PlayStation Network на PlayStation 4.

## Игровой процесс
В Rogue Galaxy игрок управляет группой включающей одновременно до трёх персонажей, которые путешествуют по игровому миру, сражаются с различными противниками и взаимодействуют с неигровыми персонажами. Большую часть игры игрок может выбрать персонажей которыми он будет управлять наряду с главным героем — Джестером. Управление производится от третьего лица. Игрок управляет одним персонажем из группы, остальные управляются искусственным интеллектом, но игрок может отдавать им команды. В игре имеется возможность свободно управлять камерой. Игрок может перемещаться с одной планеты на другую с помощью воздушного корабля, а перемещение по каждой из планет происходит пешком, либо с помощью телепортации от одной точки записи к тем точкам записи на которых игрок уже был. Также на точках записи осуществляется процесс записи игры на карту памяти.
Внутриигровая валюта носит название Зен (англ. Zehn). Игрок получает деньги за победу над противниками, а также за продажу предметов полученных за битву.

### Боевая система
Битвы в Rogue Galaxy проходят в реальном времени и участники сражения не переносятся на отдельное поле боя, как это сделано во многих других jRPG. Для назначения команд персонажам кроме атаки используются специальные меню, и сражение приостанавливается, пока игрок назначает команды. В число команд входят: «Способности», «Смена экипировки» и «Вещи». Также есть возможность быстрого использования способности или вещи персонажем управляемым искусственным интеллектом из специального меню, в этот момент игра не останавливается. Игрок может прямо во время боя, как изменить управляемого персонажа, так и персонажей входящих в группу.
В игре используется система случайных сражений, то есть в определённом месте на игрока может напасть противник которого заранее не видно, в этот момент на экране появляется надпись «Warning!!» (рус. Предупреждение) и персонажи достают своё оружие. Во время сражения в локации также появляются предметы которые можно запустить во врага. В отряде может присутствовать не более трёх персонажей, но игрок имеет возможность менять участников в любой момент времени, за исключением случаев, когда персонаж исполняет какое-либо действие действия, убитых персонажей также можно заменять. После победы в бою персонажи показывают свои победные жесты и убирают оружие, а на экране появляется информация о полученных вещах и набранном опыте, но тем не менее игрок в этот момент может управлять группой. Некоторые случайные сражения предлагают испытание (например победить всех врагов за конкретного персонажа или победить за определённое время), за выполнения испытания игрок получает монету охотника (англ. Hunter Coin), определённое количество которых открывает доступ к новым предметам в магазинах и скидки на покупку.
Все действия в бою ограничены шкалой действий (англ. Action Gauge), которая расходуется за использование атак, способностей и вещей. Когда деления в шкале заканчиваются — персонаж не может атаковать и необходимо дождаться заполнения шкалы. Удачно заблокированная атака соперника заполняет шкалу моментально.
У каждого персонажа имеется по два типа оружия — основное и дополнительное. С помощью основного оружия персонаж может исполнить наряду с основной атакой ещё и заряжению атаку (англ. Charge Attack), которая способна пробить защиту некоторых видов врагов. Использование дополнительного оружия ограничено шкалой перезарядки, как только шкала опустошается, необходимо время на перезарядку оружия, но количество этих перезарядок ограничено. Использование стреляющего оружия в прыжке невозможно.
Использование способностей тратит очки способностей (англ. Ability Points) персонажа, число которых зависит от уровня персонажа. У каждого персонажа имеются способности которые выполняются совместно с другим персонажем или персонажами, поэтому для использования этих способностей в группе должны находиться определённые персонажи.
Собрав определённое число «Пылающих пластин» (англ. Burning Chips), выпадающих из врагов во время сражения, появляется возможность провести Пылающий удар (англ. Burning Strike) вовремя нажимая появляющиеся на экране кнопки.

### Система развития персонажей
Как и во многих других ролевых компьютерных играх, персонажи получают очки опыта после победы над противниками; после накопления определённого количества опыта персонаж получает новый уровень развития. С каждым новым уровнем характеристики персонажа автоматически повышаются.
Помимо получения новых уровней, персонажи могут повышать свои характеристики и изучать новые способности с помощью Таблицы откровений (англ. Revelation Chart). Таблица откровений представляет собой набор клеток стоящих отдельно или сгруппированных до 6 рядом. Если игрок заполнит группу клеток необходимыми предметами из инвентаря, то персонаж получит новую способность или улучшит какую-либо из характеристик. Таблица откровений уникальна для каждого персонажа в отличие от аналогов в Final Fantasy X и Final Fantasy XII.

### Синтез оружия
В Rogue Galaxy присутствует система синтеза оружия схожая с системой в серии игр Dark Cloud. Каждое оружие в игре имеет шкалу показывающую на сколько хорошо персонаж владеет данным оружием, когда эта шкала достигает максимума появляется возможность объединения этого оружия с другим того же типа. Если продолжить использование оружия навык использования которого максимален, данное оружие будет наносить дополнительный урон огнём, льдом, молнией, ветром и святостью. Оружие с максимальными показателями стихийных элементов становится изученным полностью и при синтезе нового оружия оказывает положительное влияние. Таким образом сочетая определённое оружие появляется возможность получить более сильное оружие. Соединяя неподходящее оружие можно получить более слабое оружие.

### Фабрика
Фабрика представляет собой мини-игру на сообразительность, доступ к которой игрок получает после сюжетных событий в первой половине игры. Некоторые неигровые персонажи рассказывают игроку проект какого-либо оружия или предмета. Для создание этого предмета игрок должен выбрать правильные исходные материалы из своего инвентаря, выбрать правильные машины для их обработки и правильно соединить эти машины между собой. После того как игрок отстраивает фабрику и запускает процесс производства, он может отслеживать путь исходных материалов, чтобы понять в чём он ошибся в случае провала производства.

### Инсектрон
Это мини-игра в которой игрок с помощью ловушки и приманки ловит отряд из 5 инсекторов и использует его для битвы с инсекторами противника на доске напоминающей шахматную. Битвы в турнире по Инсектрону представляют собой тактическую ролевую игру целью которой является победа над главным инсектором противника. Победить можно опустошив уровень HP инсектора противника или выбросив его за пределы доски. В игре есть 18 типов инсекторов, каждый из которых имеет свою уникальную атаку.

## Концепция

### Устройство мира
Мир Rogue Galaxy представляет собой планетную систему Вилхелсер (англ. Wilhelser System), состоящую из 5 планет, туманности, корабля-призрака и планеты удалённой из планетарной системы в другое измерение. Планеты в данной системе кардинально отличаются друг от друга и включают пустынную планету, планету покрытую джунглями, планету большая часть которой покрыта океаном и другие. Большинство планет системы Вилхелсер находятся под контролем Лонгардийской Федерации (англ. Longardian Federation) которая находится в состоянии войны с Драксианской Империей (англ. Draxian Empire), которая в свою очередь расположена в планетной системе Иггдра (англ. Yggdra).
В связи с пиратской стилистикой, корабль главных героев имеет вид пиратского корабля, но способен к космическим перелётам. В связи с этим, в мире игры герои способны находиться на палубе корабля и не испытывать затруднений из-за отсутствия воздуха в космосе.
Планеты мира игры заселены как людьми, так и другими разумными существами. Океаническая планета Алистия (англ. Alistia) заселена гуманоидами внешне похожими на антропоморфных рыб и других морских жителей. Также в игре встречаются, как гуманоиды похожие на различных животных, так и гуманоиды не имеющие аналогов в реальном животном мире.

### Персонажи
- Джестер Роуг (яп. ジェスター・ローグ Дзэсута̄ Ро̄гу, англ. Jaster Rogue) — главный герой игры, молодой парень с пустынной планеты Роза (англ. Rosa). Всю жизнь до событий игры Джестер прожил на планете Роза, был воспитан священником Раулем (яп. ラウル Рауру, англ. Raul), который заменил ему отца. Джестер с детства мечтал полететь в космос и побывать на разных планетах, и когда ему предоставляется такая возможность он решает покинуть родную планету. Озвучен Хироси Тамаки[англ.] в японской версии[4] и Уиллом Фридлом[англ.] в английской версии игры[8].
- Кисала (яп. キサラ Кисара, англ. Kisala) — приёмная дочь Доргенгоа (яп. ドルゲンゴア Доругэнгоа, англ. Dorgengoa), капитана пиратского корабля Доргенарк (англ. Dorgenark) на который попадает Джестер. Позже выясняется, что она пропавшая принцесса Ириэт (англ. Irieth) c планеты Маригленн (англ. Mariglenn), известной по всей галактике, как «Эдем» (англ. Eden). Озвучена Аей Уэто в японской версии[4] и Натали Лендер[англ.] в английской версии игры[8].
- Зеграм Гарт (яп. ゼグラム・ガート Дзэгураму Га̄то, англ. Zegram Ghart) — охотник за сокровищами, который присоединился к команде Доргенгоа задолго до Джестера. Преследует свои цели и в удачный момент предаёт команду, исполняя свою часть сделки с Дейтроном, но вскоре возвращается узнав, что Дейтрон не в состоянии выполнить свою часть сделки. Озвучен Кадзухиро Ямадзи[англ.] в японской версии и Стивеном Блумом в английской версии игры[8].
- Саймон Вайкард (яп. サイモン・ワッカード Саимон Вакка̄до, англ. Simon Wicard) — один из членов команды Доргенгоа, который вместе со Стивом был направлен на поиски, величайшего охотника за сокровищами, Дезерт Кло. Саймон родом с планеты Зерард (англ. Zerard), скрывает свою личность после того как оставил своих жену и дочь и присоединился к команде Доргенгоа. В английской версии говорит с шотландским акцентом, а в японской на кансайском диалекте. Озвучен Масая Оносакой в японской версии и Грэгом Эллисом[англ.] в английской версии игры[8].
- Стив (яп. スティーブ Сутӣбу, англ. Steve) — робот созданный на планете Зерард доктором Покаччио (яп. ポカッチョ Покаттё, англ. Dr. Pocacchio). На Доргенарке он рулевой. Стив содержит в себе воспоминания Марка, погибшего сына доктора Покаччио. Впервые встретив Джестера принимает его за легендарного охотника за сокровищами Дезерт Кло, поскольку замечает у Джестера его меч. Озвучен Хидэюки Умэдзу[англ.] в японской версии и Юрием Ловенталем[англ.] в английской версии игры[8].
- Лилика Райза (яп. ルルカ・ライザ Рурука Раидза, англ. Lilika Rhyza) — женщина-воин с планеты Джурайка (англ. Juraika). Встречает Джестера, Кисалу и Зеграма когда они оказываются на её планете из-за проблем с двигателем Доргенарка. После того, как её изгоняют из деревни за нарушение ритуала жертвоприношения она присоединяется к пиратам. Озвучена Кикуко Иноуэ в японской версии[4] и Кэри Уолгрен в английской версии игры[8].
- Джупис Туки МакГанел (яп. ジュピス・トゥーキー・マクガネル Дзюпису Тӯкӣ Макуганэру, англ. Jupis Tooki McGanel) — гуманоид, который в прошлом был учёным-гением работавшим на корпорацию Дейтрон (англ. Daytron), но был уволен после того, как его ассистент погубил все его труды. Он захватывает фабрику на которой работал и обороняет её роботами. Из-за того, что на родной планете он в розыске, он укрывается на Доргенарке и присоединяется к пиратам. Озвучен Ютакой Аоямой в японской версии и Бенжамином Дискиным в английской версии игры[8].
- Диго Иджис (яп. ディーゴ・アージス Дӣго А̄дзису, англ. Deego Aegis) — бывший солдат Лонгардийской армии (англ. Longardian army). После отставки проводил своё время в баре своей подруги Анджелы (англ. Angela's Bar), до тех пор пока он не присоединяется к Джестеру и Кисале для противостояния своему бывшему сослуживцу Гейлу (англ. Gale), который присоединился к мафиозной группировке, которая сотрудничает с Дейтроном. Диго относится к расе Куан (англ. Quan) и внешне похож на антропоморфного пса с механической рукой. Озвучен Унсё Исидзука[англ.] в японской версии и Дэвидом Соболовым[англ.] в английской версии игры[8].
- Дезерт Кло (яп. 砂漠の爪 Сабаку но цумэ, англ. Desert Claw, букв. Пустынный Коготь) — легендарный охотник за сокровищами, которого посылает найти Доргенгоа и который отдаёт Джестеру свой меч. Впоследствии выясняется, что он отец Джестера и его настоящее имя — Мизел Роуг (яп. ミゼル・ローグ Мидзэру Ро̄гу, англ. Mizel Rogue). Озвучен Коити Ямадэрой в японской версии[4] и Энди Чанли[англ.] в английской версии игры[8].

### Сюжет
История начинается с того, что ещё маленький Джестер живёт на пустынной планете Роза и мечтает полететь в космос. Священник Рауль растил его с детства и заменил ему отца. Однажды монстры атакуют его родной город Салгин (англ. Salgin) и он решает дать им отпор. Справиться с монстрами Джестеру помогает таинственный человек в капюшоне (англ. The hooded man), который вскоре оставляет Джестера одного, отдав ему свой меч. Вскоре после этого два космических пирата — робот Стив и человек в маске Саймон, принимают его за легендарного охотника за сокровищами, которого им поручил найти Доргенгоа. Джестер понимает, что это шанс полететь в космос и воплотить свою мечту и не рассказывает пиратам, что они ищут не его. Отбив город от монстров Джестер отправляется на корабль к пиратам.
На корабле Джестер знакомится с остальной командой, но капитана ему увидеть не удаётся, поскольку тот спит. После атаки монстров на Доргенарк, корабль терпит крушение на малоразвитую планету Джурайка покрытую джунглями. Джестер, Кисала и Зеграм отправляются на поиски растений способных помочь починить корабль. В результате действий пиратов к команде присоединяется Лилика, которую изгоняют из деревни за то, что она для спасения своей младшей сестры убивает монстра которого её племя считало богом. Команда чинит корабль и отправляется на планету Зерард для продления галактической визы. Зеграм подставляет Джестера, Саймона и Лилику и те оказываются на нижнем уровне местной тюрьмы. Сбежав из тюрьмы группе снова не удаётся продлить визу, поскольку компьютеры не работают из-за атаки хакера. Группа разбирается с хакером, но тому удаётся сбежать. Продлив визу и вернувшись на Доргенарк, выясняется, что хакер, которого зовут Джупис, теперь один из них. Капитан Доргенгоа просыпается и раскрывает, что Джестер не Дезерт Кло. Дабы дать Джестеру шанс капитан высаживает Джестера на планете Ведан (англ. Vedan), чтобы тот добыл древнюю плиту. Тем не менее плиту забирает Дейтрон. К группе присоединяется Диго — бывший солдат Лонгардии. Проследив за кораблём Дейтрона пираты прилетают на Розу и обнаруживают, что плита способна открыть проход к легендарной планете Эдем, но для этого нужна три ключа. Ключи расположены в руинах древних королей трёх планет и пираты решают заполучить их раньше Дейтрона.
После того, как все ключи собраны, Зеграм предаёт группу и ворует все ключи, чтобы обменять их у Дейтрона на жизнь своей подруги, но Дейтрон не в состоянии выполнить свою часть сделки и Зеграм решает не отдавать ключи. Дейтрон решает забрать ключи силой, но на помощь Зеграму приходят Джестер и Кисала. Дейтрону не удаётся открыть проход, но Джестер в пылу сражения входит в состояние Звёздного Короля (англ. Star King) в котором ему удаётся открыть проход. В открывшемся лабиринте Джестер и Кисала встречают робота, который отдаёт предмет способный открыть путь к планете Маригленн, также известной как Эдем, а также говорит, что Кисала — это принцесса Мариглена Ириэт. Выйдя из лабиринта Джестер видит, что президент Дейтрона Валког (англ. Valkog) атаковал его родной город. Рауль спасает Салгин, но падающий корабль Дейтрона убивает Рауля. Перед смертью Рауль отдаёт Джестеру артефакт, который указывает ему путь в пустыню Кудже (англ. Kuje Desert), где Джестер обнаруживает потерянный город и призрак своей матери. После этого Джестер обретает полную силу Звёздного Короля, а Дезерт Кло рассказывает Джестеру, что он его отец и кем была его мать. Пираты открывают проход к планете Маригленн и отправляются туда за сокровищами и вечной жизнью.
Прилетев на Маригленн команда узнаёт, что на планете есть Руна (англ. Rune) и существо контролирующее её Мать (англ. Mother), по вине которого галактика наполнена монстрами и из-за которого Мариглен был отделён от остальной галактики 10 000 лет назад. Единственным способом победить Мать является священный меч Зио Сайкрос (англ. Zeo Sychros) который должен использовать Звёздный Король. Для создания меча команда отправляется собирать Дригеллум (англ. Drigellum). Получив меч группа отправляется на сражение с Матерью, которая оказывается колдуньей Ильзарбеллой (англ. Ilzarbella) напитавшейся силой Руны. После победы над ней Руна затягивает появившийся выше боевой корабль Дейтрона и из него выпадают Валког и его ассистенты Норма (англ. Norma) и Айзленд (англ. Izeland) и из-за воздействия Руны становятся огромным монстром. Появляется мать Кисалы, которая отдаёт ещё один Дригеллум, что заставляет Зио Сайкрос преобразоваться в более мощный меч. Группа разделяется и ломает злодея по частям. После победы пираты так и не получают никакого сокровища, но Доргенгоа достаточно, что его дочь счастлива. Маригленн возвращается на своё место в галактике, но на нём проходят 10 000 лет, которые он отсутствовал и всё это время они ждали Кисалу, которая должна стать их королевой. Кисала соглашается править планетой, а пираты решают выкрасть Кисалу, поскольку они пираты.

## Разработка
Впервые игра была показана в июле 2005 года на мероприятии PlayStation Meeting 2005. В конце мероприятия на сцену поднялся президент Level-5 Акихиро Хино который представил игру и показал двухминутный ролик. По словам Хино, студия занималась разработкой игры с 2003 года и это самый большой проект их студии на то время. На том же мероприятии был анонсирован выход игры на японский рынок в декабре того же года с Sony Computer Entertainment в качестве издателя. Релиз игры на японском рынке состоялся 8 декабря 2005 года. За пределами Японии игра появилась только летом 2007 года, но помимо локализации игра содержала графические улучшения, новые диалоги, новую планету, новые костюмы, новое оружие, новые способности, изменение некоторых элементов геймплея и другое. Эта версия игры распространялась на двухслойном DVD. Позже в том же году эта версия игры была выпущена и в Японии, где получила подзаголовок Director’s Cut.

### Версия для PlayStation 4
В ноябре 2015 года было объявлено о разработке эмулятора PlayStation 2 для PlayStation 4. Позже в Twitter Sony объявили о поддержке эмулируемыми играми разрешения 1080p, трофеев, функций Share Play и Remote Play. 4 декабря 2015 года в официальном блоге PlayStation появилась информация о первой партии игр, предназначенных для эмулятора, среди них оказалась и Rogue Galaxy. Игровой процесс Rogue Galaxy работающей на PlayStation 4 был показан на PlayStation Experience 5 декабря 2015 года.

## Музыка
Написанием музыкального сопровождения к игре занимался главный композитор студии Level-5 — Томохито Нисиура
. Вокальную тему — «Dreaming My Way Home» написала, аранжировала и исполнила американская певица Барбара Кесслер.
25 января 2006 года вышел также альбом из 10 треков «Rogue Galaxy Premium Arrange». В качестве аранжировщиков этого альбома участвовали такие известные композиторы музыки для компьютерных игр, как Ясунори Мицуда, Кэндзи Ито, Ёко Симомура, Мотои Сакураба и Нориюки Ивадарэ.
| №                   | Название                               | Музыка              | Длительность |
| ------------------- | -------------------------------------- | ------------------- | ------------ |
| 1.                  | «The Theme of Rogue Galaxy»            | Томохито Нисиура    | 2:21         |
| 2.                  | «The Sandy Town ~ City of Salgin»      | Томохито Нисиура    | 1:29         |
| 3.                  | «The Omen»                             | Томохито Нисиура    | 0:34         |
| 4.                  | «The Crisis»                           | Томохито Нисиура    | 2:12         |
| 5.                  | «The Church»                           | Томохито Нисиура    | 1:33         |
| 6.                  | «Brave Heart»                          | Томохито Нисиура    | 1:46         |
| 7.                  | «A Hasty Man»                          | Томохито Нисиура    | 1:09         |
| 8.                  | «Hazardous Desert ~ Sylvazard Desert»  | Томохито Нисиура    | 1:34         |
| 9.                  | «Timeless Town ~ Johannasburg»         | Томохито Нисиура    | 1:44         |
| 10.                 | «Severe Voyage»                        | Томохито Нисиура    | 2:52         |
| 11.                 | «The Jungle of Jyuraika»               | Томохито Нисиура    | 1:55         |
| 12.                 | «Burkaca Village»                      | Томохито Нисиура    | 1:44         |
| 13.                 | «The Ruined Castle ~ Leo King’s Ruins» | Томохито Нисиура    | 1:26         |
| 14.                 | «A Road to the Ruined Castle»          | Томохито Нисиура    | 2:24         |
| 15.                 | «Shadow of the Sun ~ Kuje Desert»      | Томохито Нисиура    | 1:13         |
| 16.                 | «Swinging!! ~ Dorgenark»               | Томохито Нисиура    | 2:00         |
| 17.                 | «Planet Zerard»                        | Томохито Нисиура    | 2:00         |
| 18.                 | «Two Horns ~ Gladius Tower»            | Томохито Нисиура    | 1:44         |
| 19.                 | «Sweet Memories»                       | Томохито Нисиура    | 1:09         |
| 20.                 | «The Galaxy Public Corporation»        | Томохито Нисиура    | 1:57         |
| 21.                 | «Factory (In Editing)»                 | Томохито Нисиура    | 1:19         |
| 22.                 | «Factory (Production)»                 | Томохито Нисиура    | 1:02         |
| 23.                 | «A Peaceful Moment»                    | Томохито Нисиура    | 1:09         |
| 24.                 | «A Hidden Insanity»                    | Томохито Нисиура    | 1:58         |
| 25.                 | «The Prison ~ Rosencaster Prison»      | Томохито Нисиура    | 1:57         |
| 26.                 | «The Lost Gene»                        | Томохито Нисиура    | 1:28         |
| 27.                 | «Exploder 1»                           | Томохито Нисиура    | 1:26         |
| 28.                 | «A Childhood Memory»                   | Томохито Нисиура    | 1:42         |
| 29.                 | «Open the World»                       | Томохито Нисиура    | 2:19         |
| 30.                 | «Varkogu’s Theme»                      | Томохито Нисиура    | 0:55         |
| Общая длительность: | Общая длительность:                    | Общая длительность: | 51:53        |

| №                   | Название                                                                       | Музыка              | Длительность |
| ------------------- | ------------------------------------------------------------------------------ | ------------------- | ------------ |
| 1.                  | «The King of Legend ~ The Star King's Theme»                                   | Томохито Нисиура    | 1:24         |
| 2.                  | «A Masked Man»                                                                 | Томохито Нисиура    | 1:22         |
| 3.                  | «Exploder 2»                                                                   | Томохито Нисиура    | 1:36         |
| 4.                  | «The Misty Town ~ Town of Myna»                                                | Томохито Нисиура    | 1:41         |
| 5.                  | «The Bar «Angela»»                                                             | Томохито Нисиура    | 1:00         |
| 6.                  | «Overcome the Sorrow»                                                          | Томохито Нисиура    | 1:21         |
| 7.                  | «The Cave of a Mine ~ Vedan Mine»                                              | Томохито Нисиура    | 1:35         |
| 8.                  | «Insectron (Strategy)»                                                         | Томохито Нисиура    | 1:06         |
| 9.                  | «Insectron (Battle)»                                                           | Томохито Нисиура    | 1:40         |
| 10.                 | «The Watery Relic ~ Cancer King’s Ruins»                                       | Томохито Нисиура    | 1:42         |
| 11.                 | «Wandering Way»                                                                | Томохито Нисиура    | 1:56         |
| 12.                 | «Strain»                                                                       | Томохито Нисиура    | 1:15         |
| 13.                 | «The Labyrinth»                                                                | Томохито Нисиура    | 2:21         |
| 14.                 | «Le Marie Glennecia»                                                           | Томохито Нисиура    | 2:08         |
| 15.                 | «Enormous Threat»                                                              | Томохито Нисиура    | 1:39         |
| 16.                 | «The Castle in the Air ~ Marie Glenn Castle in the Air»                        | Томохито Нисиура    | 1:59         |
| 17.                 | «A Disquieting Atmosphere»                                                     | Томохито Нисиура    | 2:16         |
| 18.                 | «The Mystery Forest ~ Ti’atha Forest»                                          | Томохито Нисиура    | 2:29         |
| 19.                 | «History Tells»                                                                | Томохито Нисиура    | 1:52         |
| 20.                 | «The Holy Valley ~ Gulza Sanctuary»                                            | Томохито Нисиура    | 2:19         |
| 21.                 | «Blue Tears»                                                                   | Томохито Нисиура    | 1:27         |
| 22.                 | «The Valley of the Evil Lava ~ Mother’s Lair»                                  | Томохито Нисиура    | 1:48         |
| 23.                 | «The Mother»                                                                   | Томохито Нисиура    | 2:37         |
| 24.                 | «The Relic’s Song»                                                             | Томохито Нисиура    | 5:07         |
| 25.                 | «The Beast Battleship»                                                         | Томохито Нисиура    | 2:42         |
| 26.                 | «A Wish for Tomorrow»                                                          | Томохито Нисиура    | 2:51         |
| 27.                 | «The Ghost Ship»                                                               | Томохито Нисиура    | 2:18         |
| 28.                 | «Escape to the Victory»                                                        | Томохито Нисиура    | 3:18         |
| 29.                 | «Dreaming My Way Home ~ Ending Theme» (исполнена Барбарой Кесслер)             | Томохито Нисиура    | 5:32         |
| 30.                 | «Dreaming My Way Home ~ Unused Recording Version» (исполнена Барбарой Кесслер) | Томохито Нисиура    | 5:31         |
| Общая длительность: | Общая длительность:                                                            | Общая длительность: | 68:36        |

| №                   | Название                              | Музыка              | Аранжеровщик        | Длительность |
| ------------------- | ------------------------------------- | ------------------- | ------------------- | ------------ |
| 1.                  | «The Theme of Rogue Galaxy»           | Томохито Нисиура    | Ясунори Мицуда      | 5:06         |
| 2.                  | «Planet Zelard»                       | Томохито Нисиура    | Синдзи Хосоэ        | 5:00         |
| 3.                  | «The Castle in the Air»               | Томохито Нисиура    | Кэндзи Ито          | 4:07         |
| 4.                  | «The Labyrinth»                       | Томохито Нисиура    | Такаюки Аихара      | 5:52         |
| 5.                  | «The Crisis»                          | Томохито Нисиура    | Ёко Симомура        | 4:47         |
| 6.                  | «The Ghost Ship»                      | Томохито Нисиура    | Норихико Хибино     | 5:32         |
| 7.                  | «Varkogu’s Theme»                     | Томохито Нисиура    | Мотои Сакураба      | 5:31         |
| 8.                  | «Brave Heart»                         | Томохито Нисиура    | Нобуёси Сано        | 5:08         |
| 9.                  | «Enormous Threat»                     | Томохито Нисиура    | Ёситака Хирота      | 4:22         |
| 10.                 | «Dreaming My Way Home ~ Ending Theme» | Томохито Нисиура    | Нориюки Ивадарэ     | 5:31         |
| Общая длительность: | Общая длительность:                   | Общая длительность: | Общая длительность: | 50:56        |

## Оценки прессы
| Сводный рейтинг            | Сводный рейтинг                      |
| Агрегатор                  | Оценка                               |
| -------------------------- | ------------------------------------ |
| GameRankings               | 81,56 %                              |
| Metacritic                 | 83/100                               |
| Иноязычные издания         |                                      |
| Издание                    | Оценка                               |
| 1UP.com                    | B                                    |
| Edge                       | 6/10                                 |
| EGM                        | 7,5/10                               |
| Eurogamer                  | 7/10                                 |
| Famitsu                    | 36/40                                |
| Game Informer              | 9/10                                 |
| GamePro                    | [ 18 ]                               |
| GameRevolution             | B                                    |
| GameSpot                   | 8,0/10                               |
| GameSpy                    | [ 24 ]                               |
| GamesRadar+                | 8,0/10                               |
| GameTrailers               | 8,0/10                               |
| GameZone                   | 8,8/10                               |
| IGN                        | 8,7/10                               |
| Русскоязычные издания      |                                      |
| Издание                    | Оценка                               |
| «Страна игр»               | 8,0/10                               |
| Награды                    |                                      |
| Издание                    | Награда                              |
| IGN                        | Выбор редактора                      |
| Famitsu                    | Лучшая RPG (2006)                    |
| Famitsu                    | Special Rookie Award (2006)          |
| Digital Contents Grandprix | Excellence in Digital Content (2006) |
| Japan Game Awards          | Future Award (2005)                  |

Игра была положительно воспринята игровой прессой, оценка на сайте Metacritic составила 83 из 100 баллов на основании 59 обзоров, а на GameRankings — 81,56 % на основании 62 обзоров.
Критик из GameSpot оценил игру на 8 баллов из 10. Он отметил, что боевая система кажется однообразной и со временем надоедает. Также он отметил, что даже несмотря на выход новых консолей, эта игра выглядит как высококачественный мультфильм и почти не отвлекает загрузками. Главной причиной почему он не может назвать данную игру потрясающей критик назвал огромное количество других высококачественных jRPG на PlayStation 2.
Патрик Джоинт из GameSpy был впечатлён игрой и оценил её за 4,5 звезды из пяти. Он положительно оценил мини-игры и количество контента в игре. Основная претензия была к персонажам, которых критик назвал невыраженными и вторичными. В целом же игру он охарактеризовал как «Величайший триумф».
Рецензент из IGN оценил игру в 8,7 балла из 10. Он отметил визуальную составляющую, назвав её одной из лучших на PlayStation 2 и лучшей среди игр с сел-шейдерной анимацией которые он видел, и боевую систему, которую он назвал лучшей интерпретацией системы из Kingdom Hearts, чем в самой Kingdom Hearts.
Портал GameZone назвал игру достойной продолжения на PlayStation 3 и оценил её на 8,8 балла из десяти. Боевая система была названа порталом «произведением искусства не из этого мира», а локации игрового мира критик охарактеризовал как «прекрасные, ощущаются по-разному и их интересно изучать».
Критик из Eurogamer был впечатлён несколько меньше своих коллег и оценил игру на 7 из 10 баллов. Он сравнил игру с вышедшей примерно в то же время Final Fantasy XII и отметил, что многие идеи пересекающиеся в этих играх, по его мнению, лучше сделаны в Final Fantasy XII.
Наталья Одинцова из журнала «Страна игр» оценила игру на 8 баллов из 10. Положительными сторонами игры были названы яркая игровая вселенная и увлекательные бои, а отрицательными однообразные подземелья и небольшое количество способностей противников.